# Đường Phạm Ngũ Lão, Thành phố Hồ Chí Minh

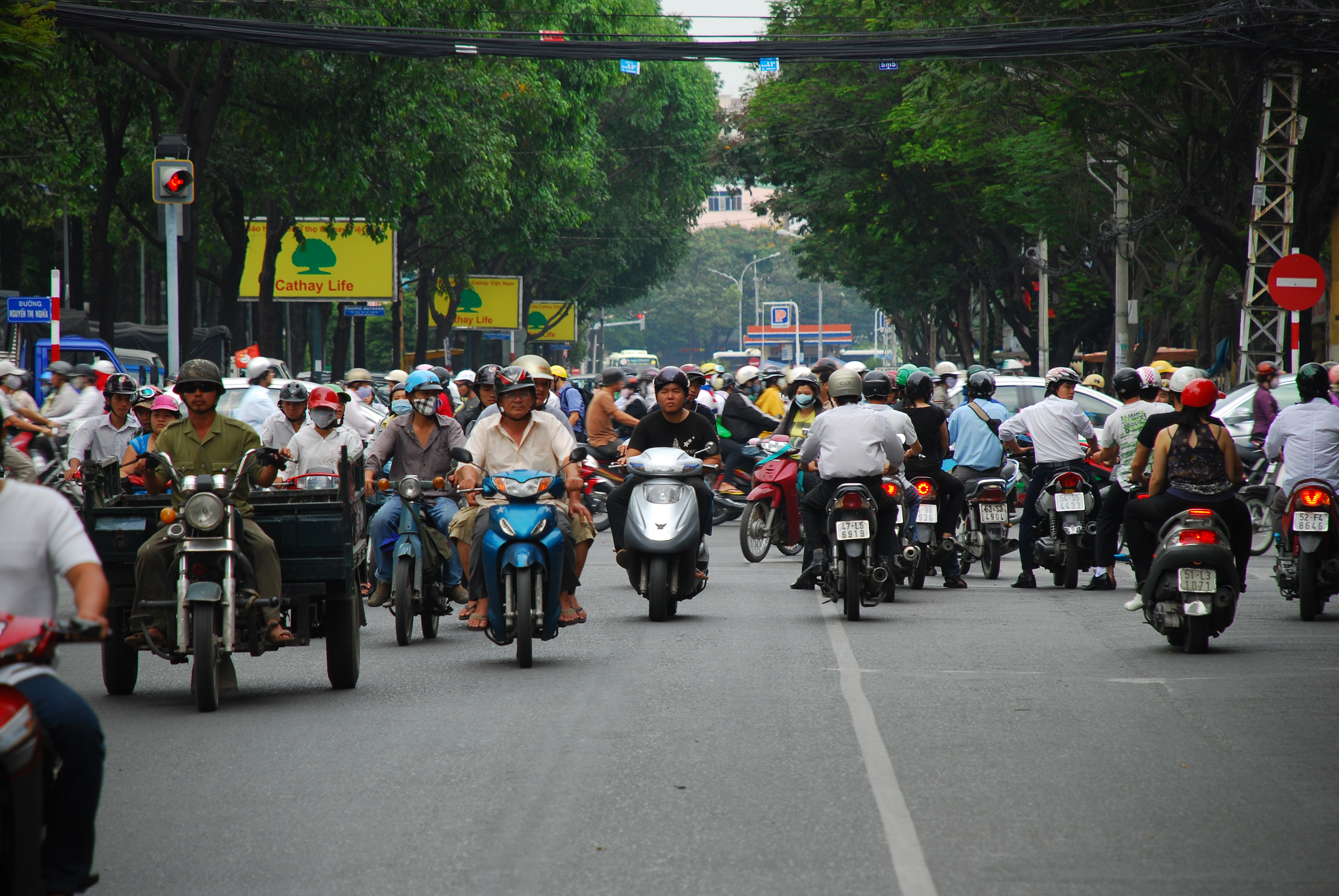
Ngã tư Phạm Ngũ Lão – Nguyễn Thái Học – Nguyễn Thị Nghĩa

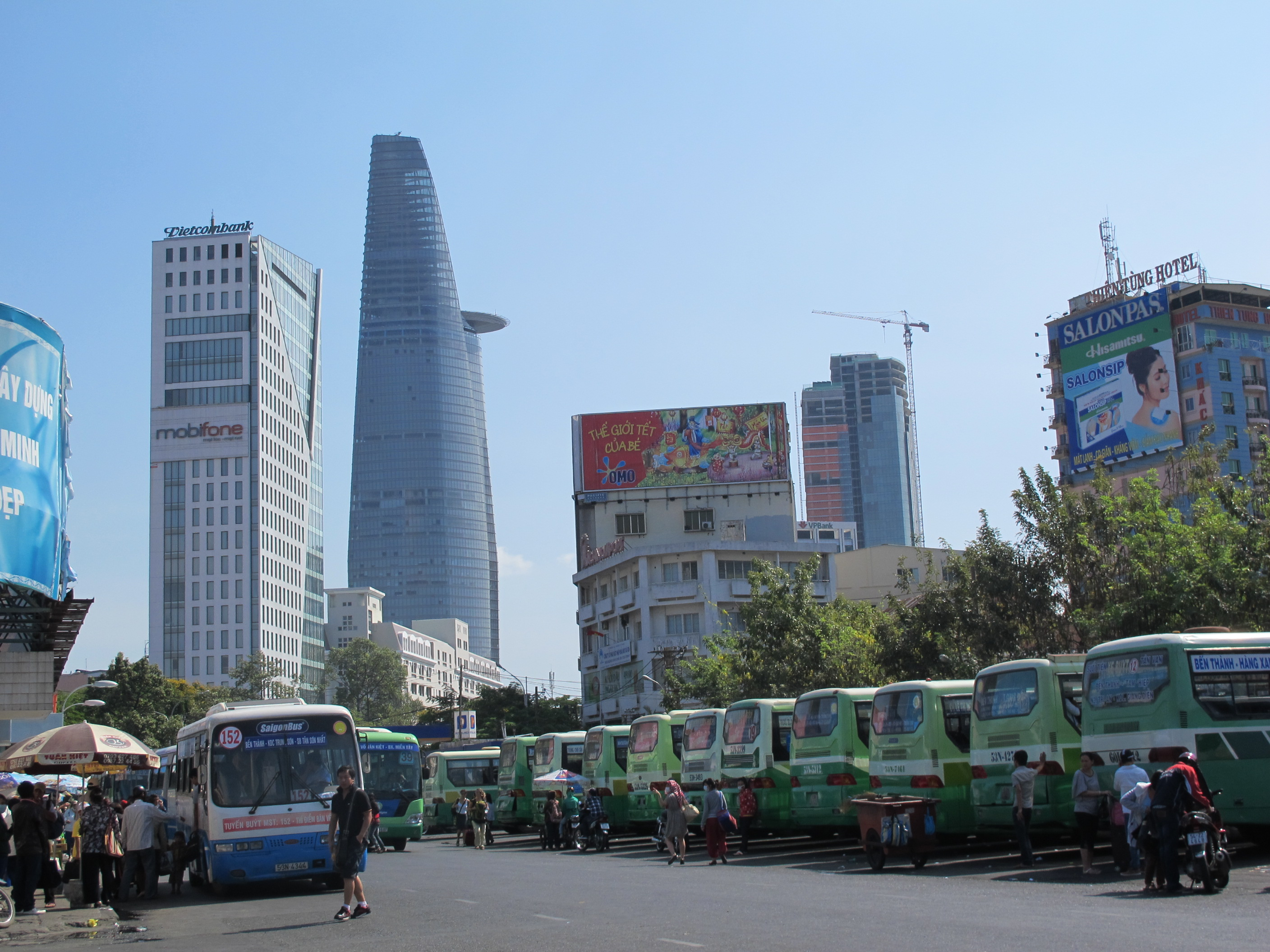
Trạm xe buýt Bến Thành trước đây với mặt trước hướng ra vòng xoay Quách Thị Trang, mặt sau là đường Phạm Ngũ Lão

Đường Phạm Ngũ Lão là một tuyến đường tại Phường Bến Thành (Quận 1 cũ), Thành phố Hồ Chí Minh. Con đường này cùng với các con đường Bùi Viện, Đề Thám và Đỗ Quang Đẩu được biết đến với tên gọi "Phố Tây ba lô" do là khu vực có lượng du khách nước ngoài rất lớn.

## Vị trí
Đường Phạm Ngũ Lão bắt đầu từ vòng xoay nơi giao với hai con đường Nguyễn Trãi và Cống Quỳnh, đi cặp theo công viên 23 tháng 9 đến đường Trần Hưng Đạo rồi đi tiếp một đoạn đến đường Phó Đức Chính.

## Lịch sử
Đường này hình thành khi người Pháp xây dựng ga xe lửa Sài Gòn. Ban đầu đường tạm thời được gọi là rue Latérale Sud de la Gare (đường phía nam nhà ga), đến năm 1917 khi nhà ga đi vào hoạt động thì đường được đặt tên là rue Colonel Grimaud.
Năm 1955, đường được đổi tên thành đường Phạm Ngũ Lão, tên gọi này được giữ nguyên đến hiện tại. Thời Việt Nam Cộng hòa, đường Phạm Ngũ Lão còn được gọi là "phố báo chí" của Sài Gòn, do nằm dọc theo con đường tại khu vực này lúc bấy giờ có nhiều tòa soạn của các nhật báo, tuần báo, tạp chí và cả nhà xuất bản, phát hành, nhà in. Khu vực các đường Phạm Ngũ Lão, Đề Thám và Bùi Viện còn có tên gọi là "Ngã tư quốc tế".

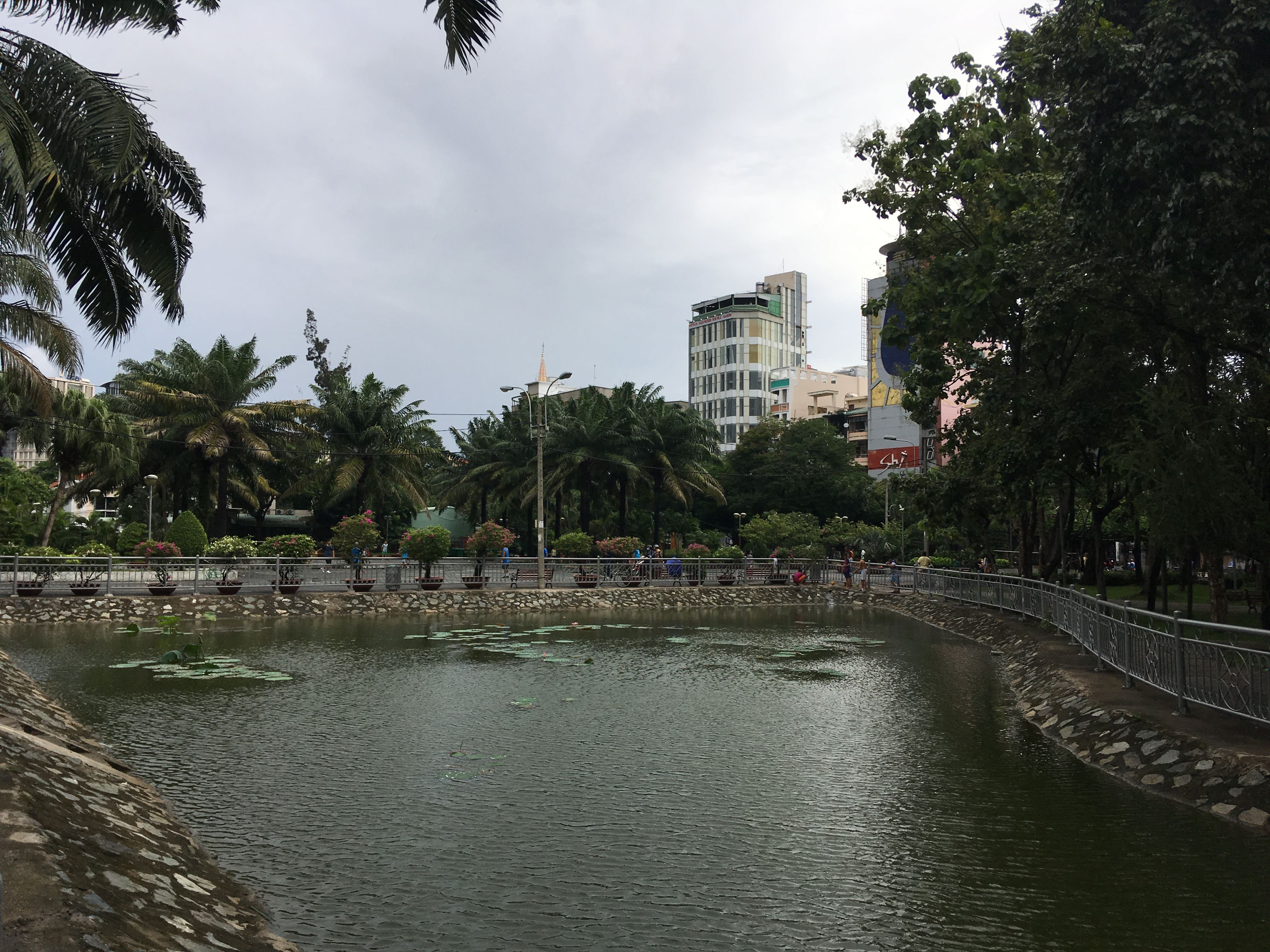
Hồ nước trong công viên 23 tháng 9 ngày nay

Năm 1978, chính quyền Thành phố Hồ Chí Minh quyết định di dời ga Sài Gòn về Quận 3, khu vực nhà ga cũ được cải tạo thành công viên 23 tháng 9 như hiện nay.

## Tình trạng tuyến đường
Khu vực "Phố Tây ba lô" là nơi kinh doanh các mặt hàng, dịch vụ du lịch giá rẻ phục vụ du khách. Hiện nay dọc đường Phạm Ngũ Lão một bên là nhiều khách sạn lớn tiêu chuẩn, các nhà hàng, quán cà phê và công ty lữ hành, du lịch, bên kia là công viên 23 tháng 9 và Trung tâm thương mại Central Market tại tầng hầm khu B của công viên (trước đây có tên là Sense Market, là khu chợ ẩm thực và mua sắm dưới lòng đất đầu tiên của thành phố được đưa vào hoạt động từ năm 2017).